# Leonid Gusiew
Leonid Nikołajewicz Gusiew (ros. Леонид Николаевич Гусев, ur. 1907 w Petersburgu, zm. ?) – radziecki działacz partyjny i funkcjonariusz służb specjalnych.

## Życiorys
W 1922 skończył szkołę fabryczno-zawodową, w 1925 został członkiem RKP(b), od października 1927 do sierpnia 1928 kierował wydziałem agitacyjno-propagandowym rejonowego komitetu Komsomołu w Leningradzie, a od sierpnia 1927 do sierpnia 1928 biurem młodych pionierów Komitetu Obwodowego Komsomołu w Leningradzie. Od sierpnia 1928 do października 1929 był sekretarzem odpowiedzialnym rejonowego komitetu Komsomołu w Leningradzie, od października 1929 do grudnia 1930 był II sekretarzem, a od stycznia 1931 do lipca 1933 I sekretarzem Komitetu Obwodowego Komsomołu w Leningradzie. Następnie przeszedł do pracy w organach partyjnych i został sekretarzem komitetu WKP(b) i partyjnym organizatorem KC WKP(b) fabryki Ludowego Komisariatu Komunikacji Drogowej im. Kaganowicza, 1935-1936 był sekretarzem komitetu WKP(b) i partyjnym organizatorem KC WKP(b) fabryki parowozów, od marca 1936 do czerwca 1937 I sekretarzem rejonowego komitetu WKP(b) w Leningradzie, a od czerwca do sierpnia 1937 kierownikiem wydziału handlu radzieckiego Komitetu Obwodowego WKP(b) w Leningradzie. Od 23 sierpnia do 17 października 1937 był p.o. II sekretarza Zachodniosyberyjskiego Komitetu Obwodowego WKP(b), od września 1937 do 7 czerwca 1938 I sekretarzem Biura Organizacyjnego KC WKP(b) na Kraj Ałtajski, od 14 czerwca 1938 do lutego 1939 I sekretarzem Ałtajskiego Komitetu Krajowego WKP(b), a 1943-1947 śledczym i pomocnikiem szefa sekcji śledczej ds. szczególnie ważnych NKGB/MGB ZSRR. 4 kwietnia 1936 został odznaczony Orderem „Znak Honoru”.